# یار حسین (شرقی)
یار حسین (به انگلیسی: Yar Hussain) یک منطقهٔ مسکونی در پاکستان است که در خیبر پختونخوا واقع شده‌است.